# Леонченко, Николай Константинович
Николай Константинович Леонченко (1912—1941) — майор Рабоче-крестьянской Красной Армии, участник советско-финской войны и Великой Отечественной войны, Герой Советского Союза (1940).

## Биография
Николай Леонченко родился 25 августа 1912 года в городе Корсунь (ныне — Корсунь-Шевченковский). Окончил семь классов школы. В 1933 году Леонченко был призван на службу в Рабоче-крестьянскую Красную Армию. В 1935 году он окончил военную авиационную школу пилотов, в 1938 году — курсы усовершенствования командного состава. Участвовал в боях советско-финской войны, будучи командиром звена 85-го авиаполка Северо-Западного фронта.
За время советско-финской войны Леонченко совершил 22 боевых вылета на бомбардировку важных объектов противника, 12 из которых — в тёмное время суток. Он первым в своём полку применил бомбардировку с малых высот и провёл исследования по слепой посадке летательного аппарата.
Указом Президиума Верховного Совета СССР от 7 апреля 1940 года за «образцовое выполнение боевых заданий командования на фронте борьбы с финской белогвардейщиной и проявленные при этом отвагу и геройство» капитан Николай Леонченко был удостоен высокого звания Героя Советского Союза с вручением ордена Ленина и медали «Золотая Звезда» за номером 309.
С декабря 1941 года — на фронтах Великой Отечественной войны. 20 декабря 1941 года майор Леонченко погиб вместе с экипажем при катастрофе самолета ДБ-3Ф. Похоронен в Пролетарском (ныне — Культурно-досуговый комплекс «Нескучный сад») парке города Кузнецка Пензенской области. Позже могила перенесена на мемориальный комплекс «Холм воинской Славы».
Был также награждён орденом Красного Знамени.
В честь Леонченко названа школа в его родном городе.